# Hemlunda
Hemlunda är ett bostadsområde på en udde mellan Bergsvikssundet och Svensbyfjärden i Piteå kommun. Från 2015 avgränsar SCB här en småort.